# Liu Haisu
Liu Haisu (xinès simplificat: 刘海粟; xinès tradicional: 劉海粟; pinyin: Liú Hǎisù), conegut també com a Jifang i Haiwong, fou un pintor xinès contemporani.
Liu va néixer el 16 de març de 1896 a Changzhou, província de Jiangsu. Va morir a Xangai el 7 d'agost de 1994. Pintor i professor d'art (va impartir classes a la universitat de Pequín. Va ser alumne de l'Escola de Pintura de Xanghai que estava dirigida per Zhou Xiang on va conèixer la pintura occidental. El 1910 va inaugurar la seva pròpia escola de pintura. Juntament amb Wu Shiguang i Zhangyunguang va crear l'"Acadèmia de Pintura Xinesa de Xangai" el 1912. Va viatjar al Japó per conèixer com s'ensenyaven les belles art en aquell país. També va aprendre directament l'art occidental gràcies a un viatge per Europa. Ha estat un dels pocs artistes de la Xina continental que va poder viatjar a Taiwan. Es va casar en quatre ocasions. Pan Yulian va ser alumna seva.
Cèlebre pintor paisatgista que va saber combinar la tradició amb les tècniques artístiques modernes (va estar molt influenciat per Van Gogh i Cézane. Va destacar per les seves pintures a l'oli. Va ser un dels precursors a l'hora d'ensenyar els alumnes a pintar amb models nus cosa que li va originar conflictes amb les autoritats. Entre les seves obres sobresurten: “Pruna vermella” i la “Muntanya Huangshan”.